# Taku Morishita
Pour les articles homonymes, voir Morishita.
Taku Morishita est un joueur de shōgi professionnel japonais né le 10 juillet 1966 à Kokura.
Taku Morishita a disputé six finales de cinq titres majeurs de 1990 à 1998 et a remporté deux fois les Nihon Shogi series (en 2007 et 2008).

## Biographie et carrière
Taku Morishita est né en juillet 1966 à Kokura.
Il est devenu professionnel en septembre 1983 et  a été classé 9e dan à partir de décembre 2003.
Morishita remporta le tournoi Zen Nihon en 1990.
Il disputé six finales pour des titres majeur :
- le Kisei : en 1990 (2e semestre) contre Nobuyuki Yashiki ;
- le Ryūō en 1991 contre Koji Tanigawa ;
- le Meijin en 1995 contre Yoshiharu Habu ;
- le Kio en 1994 et 1996 contre le Meijin Yoshiharu Habu ;
- l'Osho en 1998 contre Yoshiharu Habu.

Taku Morishita a remporté deux fois les Nihon Shogi series en 2007 contre Toshiyuki Moriuchi et en 2008 contre Koichi Fukaura.